# NGC 7453
NGC 7453 – gwiazda potrójna (lub podwójna) znajdująca się w gwiazdozbiorze Wodnika. Obiekt ten skatalogował Christian Heinrich Friedrich Peters 7 listopada 1860 roku, opisując go jako jasny, bardzo mały obiekt typu „mgławicowego”, obok gwiazdy o jasności 11m.